# Søre Høgholmen
Søre Høgholmen est une île dans le landskap Sunnhordland du comté de Vestland. Elle appartient administrativement à Øygarden.

## Géographie
Rocheuse et couverte d'arbres, elle s'étend sur environ 86 m de longueur pour une largeur approximative de 69 m.